# Candace Owens
Candace Amber Owens Farmer (Stamford, 29 aprile 1989) è una blogger, youtuber e imprenditrice statunitense, commentatrice politica e attivista conservatrice. È diventata nota proprio per le sue opinioni conservatrici e per i suoi commenti espliciti su varie questioni sociali e politiche. Riconosciuta per il suo attivismo pro-Trump nonostante fosse inizialmente critica nei confronti dell'ex presidente degli Stati Uniti e del Partito Repubblicano, è anche nota per le sue critiche al movimento Black Lives Matter e al Partito Democratico.
Portavoce del gruppo di difesa conservatore Turning Point USA dal 2017 al 2019, nel 2021 entra nella squadra del The Daily Wire, dove conduce il talk show politico Candace. Nel 2024 interrompe la collaborazione con The Daily Wire.

## Biografia
Nata a New York, Owens è cresciuta con i suoi fratelli a Stamford, nel Connecticut, dai suoi nonni dall'età di 11 o 12 anni, dopo che i suoi genitori avevano divorziato. È la terza di quattro figli. Ha detto che suo nonno paterno, Robert Owens, un nero americano, era nato nella Carolina del Nord. Owens è anche di origini caraibiche americane attraverso sua nonna originaria di Saint Thomas, nelle Isole Vergini Americane. Si è diplomata alla Stamford High School.
Nel 2007, mentre era una diciassettenne all'ultimo anno delle superiori, Owens ha ricevuto tre messaggi vocali di minaccia di morte razzisti, per un totale di due minuti, da un gruppo di compagni di classe maschi bianchi. Joshua Starr, il sovrintendente delle scuole della città, ha ascoltato i messaggi di posta vocale e ha detto che erano "orrendi". La famiglia di Owens ha citato in giudizio lo Stamford Board of Education in un tribunale federale, sostenendo che la città non ha protetto i suoi diritti. Nel gennaio 2008 l'accordo per 37 500 dollari.
Owens ha conseguito una laurea in giornalismo presso l'Università del Rhode Island. Ha abbandonato dopo il suo ultimo anno a causa di un problema con il suo prestito studentesco. Successivamente, ha lavorato come stagista per la rivista Vogue a New York. Nel 2012, Owens ha accettato un lavoro come assistente amministrativo per una società di private equity a Manhattan, per poi diventarne vicepresidente.
Nel 2019, sposa George Thomas Stahel Farmer, uomo d'affari britannico di ascendenza aristocratica, da cui ha avuto tre figli.

### Carriera
Nel 2015, Owens è stata CEO di Degree180, un'agenzia di marketing che offriva servizi di consulenza, produzione e pianificazione. In un articolo del 2015 scritto per il sito, Owens ha criticato i repubblicani conservatori, parlando delle "buffonate pazzesche del Republican Tea Party". Ha aggiunto: "La buona notizia è che alla fine moriranno (pacificamente nel sonno, speriamo), e quindi potremo andare avanti con l'ovvio cambiamento sociale che deve avvenire, IMMEDIATAMENTE".
Owens ha lanciato SocialAutopsy.com nel 2016, un sito web che secondo lei avrebbe smascherato i bulli su Internet monitorando la loro impronta digitale. Il sito avrebbe sollecitato gli utenti a prendere screenshot di messaggi offensivi e inviarli al sito web, dove sarebbero stati classificati in base al nome dell'utente. Ha utilizzato il crowdfunding su Kickstarter per il sito web. La proposta è stata immediatamente controversa, suscitando critiche per la violazione della privacy degli utenti. Secondo The Daily Dot, "le persone di tutte le parti del dibattito contro le molestie si sono affrettate a criticare il database, definendolo un elenco pubblico di vergogna che incoraggerebbe il doxing e le molestie di ritorsione". Sia i conservatori che i progressisti coinvolti hanno condannato il sito web.
In risposta, le persone hanno iniziato a pubblicare online i dettagli privati di Owens. Con scarse prove, Owens ha incolpato i progressisti del doxing. In seguito, si è guadagnata il sostegno dei conservatori coinvolti nella campagna di molestie di Gamergate, inclusi commentatori politici di destra, come Milo Yiannopoulos e Mike Cernovich. Successivamente, Owens si è dichiarata un conservatore, dicendo nel 2017: "Sono diventata un conservatore dall'oggi al domani... mi sono resa conto che i liberali erano in realtà i razzisti. I liberali erano in realtà i troll... L'autopsia sociale è il motivo per cui sono conservatore". Kickstarter ha sospeso i finanziamenti per Social Autopsy e il sito web non è mai stato creato.

### Attivismo conservatore
Entro la fine del 2017, Owens aveva iniziato a produrre commenti pro-Trump e criticare le nozioni di razzismo strutturale, disuguaglianza sistemica e politica dell'identità , tutte posizioni che lei stessa aveva sostenuto due anni prima. Nell'agosto 2017, ha iniziato a pubblicare video a tema politico su YouTube. Nel settembre 2017 ha lanciato Red Pill Black, un sito Web e un canale YouTube che promuove il conservatorismo nero negli Stati Uniti.

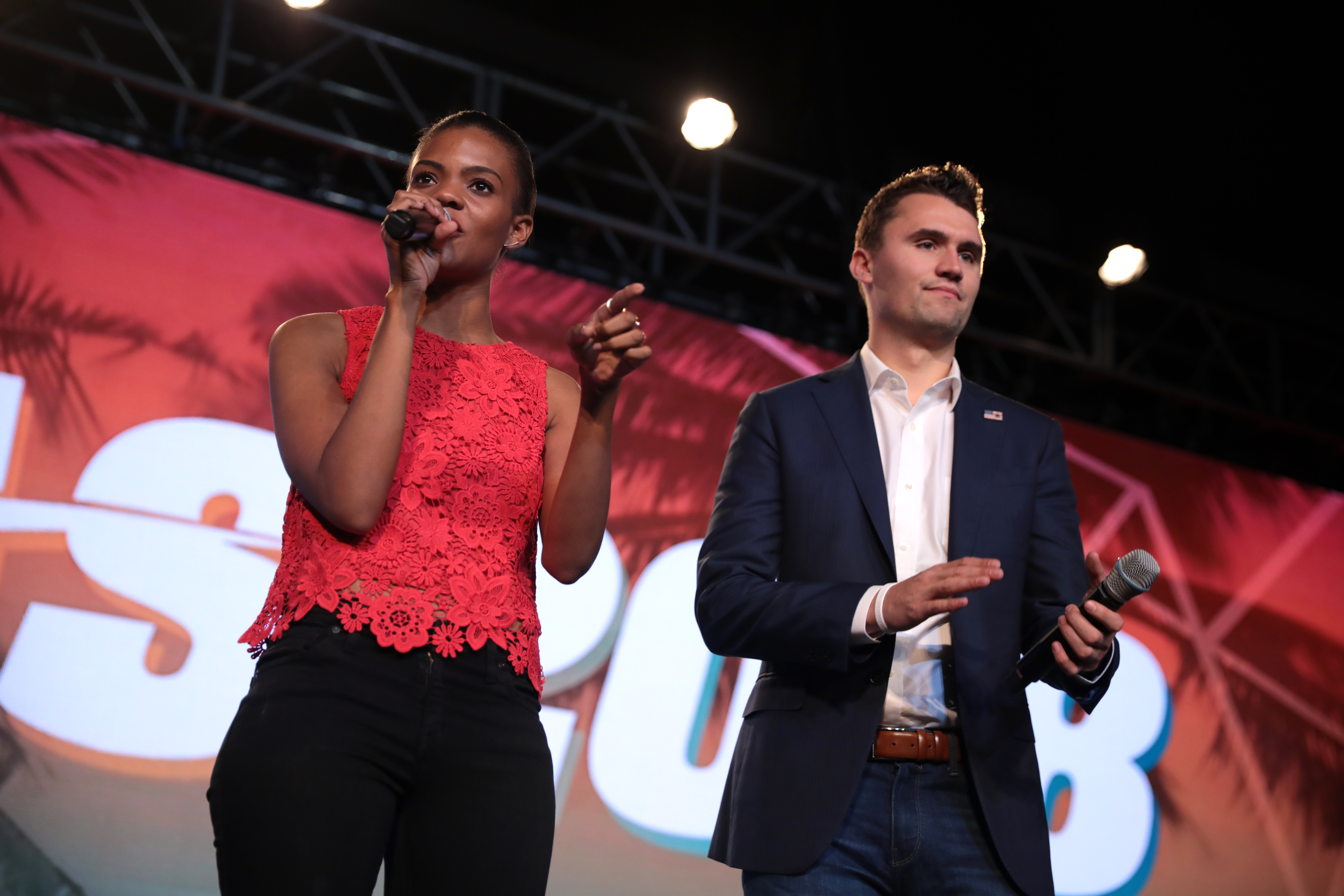
Candace Owens e Charlie Kirk parlano ad una convention del 2018 organizzata da Turning Point USA a West Palm Beach in Florida

Il 21 novembre 2017, al MAGA Rally and Expo di Rockford, Illinois, il fondatore di Turning Point USA Charlie Kirk ha annunciato che Owens era stata assunta come portavoce dell'organizzazione. L'assunzione di Owens è avvenuta sulla scia delle accuse di razzismo indirizzate a Turning Point. Nel maggio 2019, Owens ha annunciato le sue dimissioni dall'incarico.
Nell'aprile 2018, Kanye West ha twittato: "Adoro il modo in cui pensa Candace Owens". Il tweet è stato accolto con derisione da parte di molti fan di West. Nel maggio 2019, Owens ha ospitato The Candace Owens Show sul canale YouTube di PragerU. Ha lasciato PragerU nel 2020 per ospitare Candace, uno spettacolo, su The Daily Wire.
Nell'aprile 2020, Owens ha annunciato di volersi candidare al Senato degli Stati Uniti o di diventare governatore e che si sarebbe candidata solo contro un democratico in carica, non contro un repubblicano. Non ha rivelato per quale carica specifica si sarebbe candidata o in quale ciclo elettorale. Il progetto non ha poi avuto seguito. Durante le elezioni statunitensi del 2020, Owens ha annunciato che si sarebbe unita al Daily Wire e avrebbe fatto uno show. Owens in seguito ha dichiarato in un tweet: "Le voci sono vere. Mi trasferisco a Nashville e mi unisco al Daily Wire!! Era un segreto difficile da mantenere. Non potrei essere più eccitata!!".
Il suo podcast Candace è stato presentato in anteprima sulla piattaforma il 19 marzo 2021. I suoi episodi sono girati di fronte a un pubblico in studio dal vivo e trasmessi settimanalmente. Ospiti degni di nota includono l'ex presidente Donald Trump, il presidente dell'UFC Dana White e il rappresentante degli Stati Uniti Jim Jordan. Nel febbraio 2021, Owens ha twittato che stava prendendo in considerazione la corsa alla presidenza nel 2024.

## Opinioni politiche

### Ideologia

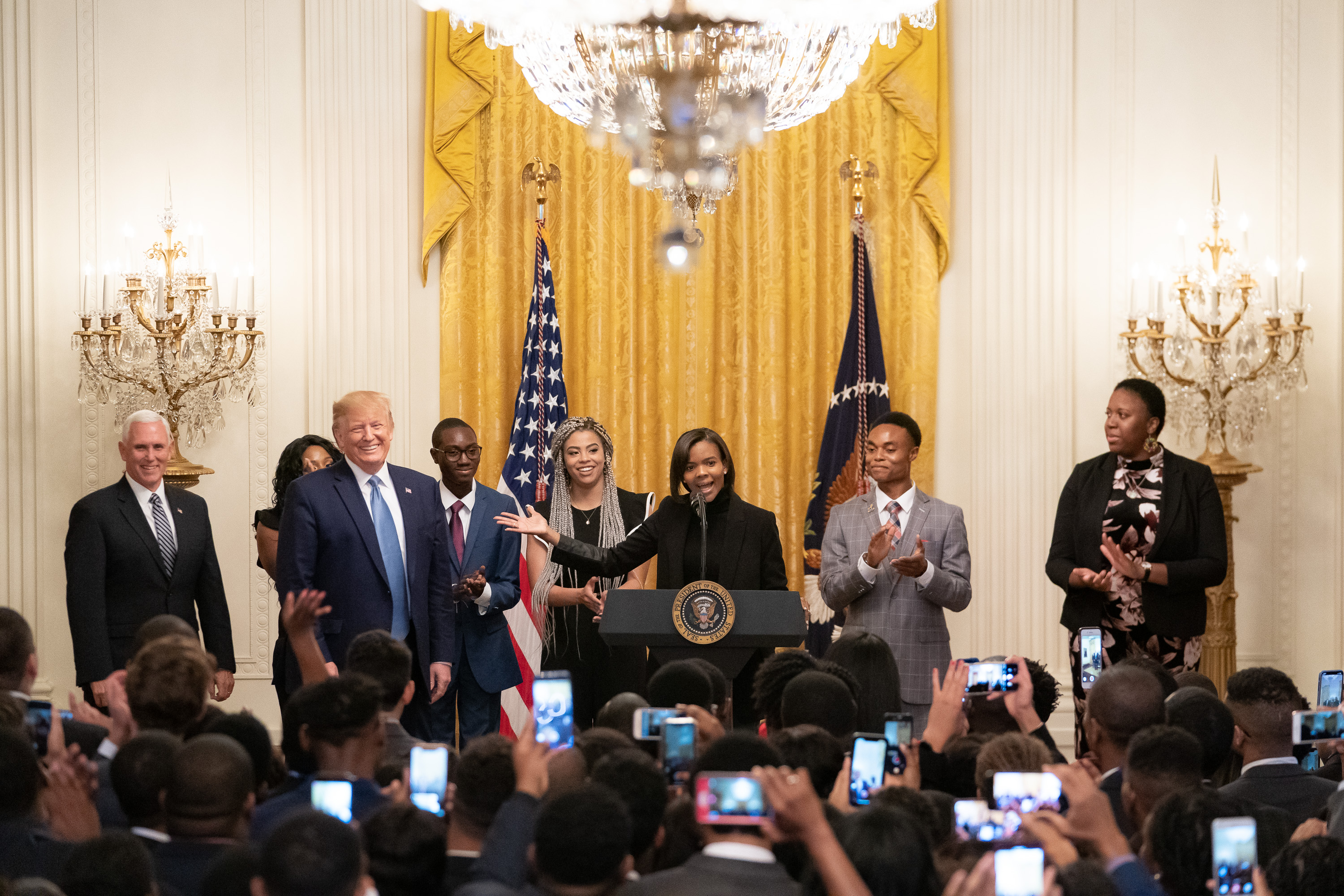
Owens parla nel 2019 alla Casa Bianca indicando con la destra Donald Trump

Owens ha affermato di non avere avuto alcun interesse per la politica prima del 2015, ma in precedenza si era identificata come liberale. Nell'ottobre 2018, ha affermato di non aver mai votato e di essere diventata repubblicana registrata solo di recente. Nel gennaio 2019, Owens ha dichiarato: "La sinistra odia l'America e Trump la adora". Ha aggiunto che la sinistra sta "distruggendo tutto attraverso questa ideologia culturale marxista".
Il The Guardian ha definito la Owens come "ultra-conservatrice", e la rivista New York e la Columbia Journalism Review l'hanno descritta come "di destra robusta". Il Daily Beast ha considerato le sue opinioni di "estrema destra" e il Pacific Standard l'ha definita un membro dell'" alt-right"; lei ha rifiutato entrambi i termini. Sostiene di essere stata influenzata dalle opere di Ann Coulter, Milo Yiannopoulos, Ben Carson e Thomas Sowell.

### Rapporti razziali
Owens è nota per le sue critiche al movimento Black Lives Matter, descrivendolo come "un gruppo di bambini piagnucolosi, che fingono di essere oppressi per attirare l'attenzione". Owens ha sostenuto che gli afroamericani hanno una mentalità da vittima, riferendosi spesso al Partito Democratico come una "piantagione"; nel 2020 ha affermato: "Le vite dei neri contano solo per i liberali bianchi ogni quattro anni, prima di un'elezione". Ha anche sostenuto che alla sinistra americana piace che "i neri siano dipendenti dal governo" e che ai neri è stato fatto il lavaggio del cervello per votare per i Democratici. Inoltre, Owens ha sostenuto che la brutalità della polizia negli Stati Uniti e i casi in cui la polizia uccide persone di colore non sono originati dal razzismo, ma in genere si verificano quando l'ufficiale sente che la sua vita è minacciata. Ha anche aggiunto che un poliziotto ha diciotto volte e mezzo più probabilità di morire per mano di una persona di colore che viceversa. Ha anche caratterizzato l'aborto come uno strumento per lo sterminio dei bambini neri.
Ha detto: "I neri americani stanno oggi economicamente peggio di quanto stessimo negli anni '50 sotto Jim Crow", aggiungendo che questo è dovuto al fatto che "da allora abbiamo votato solo per un partito". Ha attribuito miglioramenti economici per gli afroamericani, come un basso tasso di disoccupazione, alla presidenza di Trump. In diverse occasioni, Owens ha affermato che gli effetti della supremazia bianca e del nazionalismo bianco sono esagerati, soprattutto se confrontati con altri problemi che devono affrontare i neri americani, come il crimine nero su nero.
Alla domanda se fosse problematico che i gruppi suprematisti bianchi, come il Ku Klux Klan (KKK), sostenessero Trump, Owens ha risposto che l'antifa era più diffuso del KKK. Owens ha affermato che i media scoprono il KKK durante la presidenza di Trump per ferirlo. In un'udienza del 2019 sui crimini d'odio, Owens ha definito il KKK una "organizzazione terroristica democratica". Dopo il raduno "Unite the Right" del 2017 a Charlottesville, Virginia, Owens ha affermato che la preoccupazione per il crescente nazionalismo bianco era "stupida". L'ha anche definita "solo retorica elettorale" e "basata sulla gerarchia di ciò che ha un impatto sulle minoranze americane, se dovessi fare un elenco di 100 cose, il nazionalismo bianco non farebbe parte dell'elenco". Nel 2018, Owens ha respinto le notizie di una recrudescenza dei crimini d'odio, affermando che "tutte le violenze di quest'anno sono avvenute principalmente a causa di persone di sinistra". Quell'anno, almeno 20 persone erano state uccise in attacchi di destra mentre solo una era stata uccisa in un possibile attacco di sinistra.

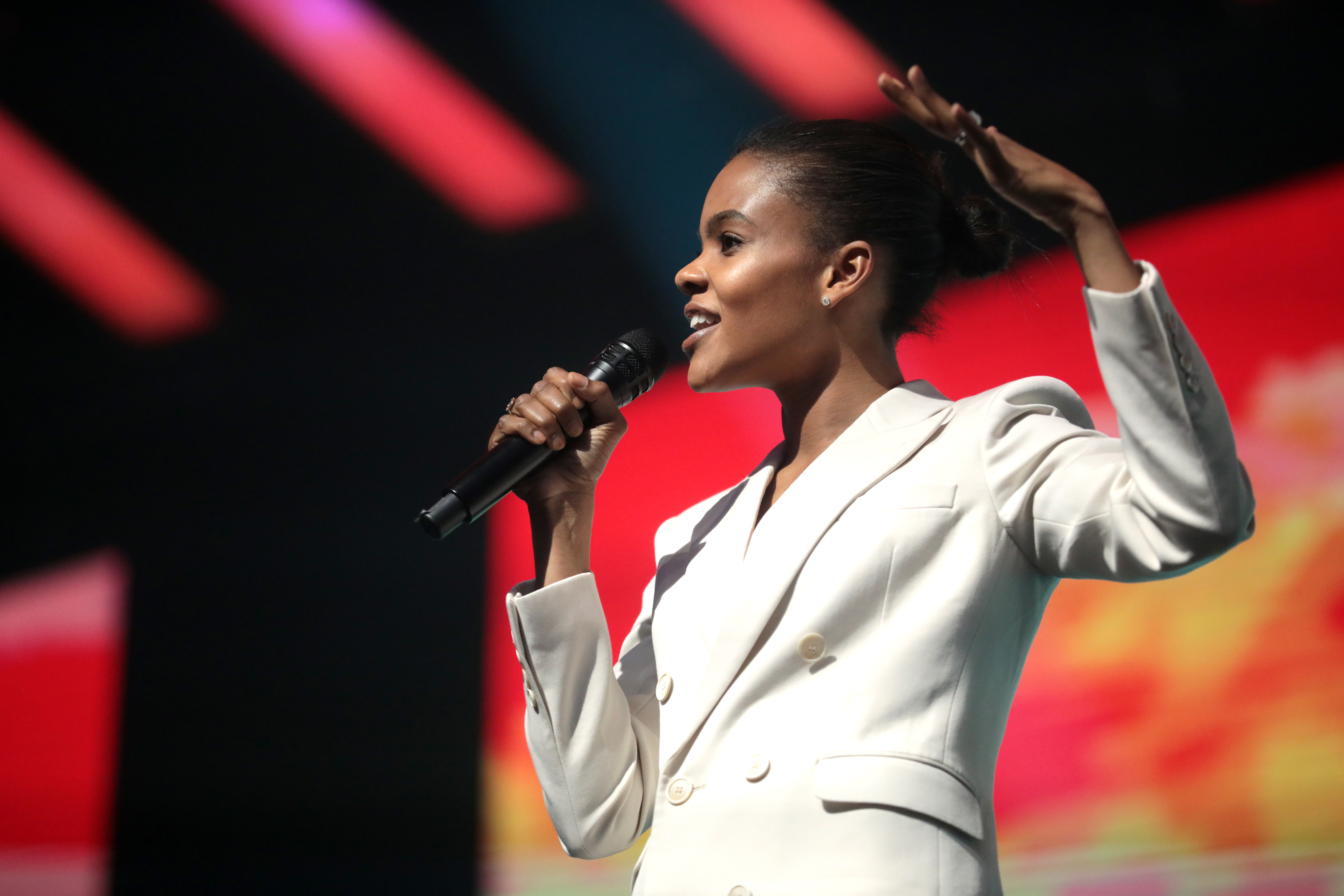
Owens nel 2019

Durante la sua testimonianza dell'aprile 2019 davanti al Comitato giudiziario della Camera degli Stati Uniti sull'aumento dei crimini d'odio e dei suprematisti bianchi negli Stati Uniti, Owens ha affermato che la strategia meridionale impiegata dal Partito Repubblicano per aumentare il sostegno politico tra gli elettori bianchi nel sud facendo appello al razzismo contro gli afroamericani era un "mito" che "non è mai successo". Ciò è stato contestato da diversi storici che hanno affermato che l'esistenza della strategia meridionale era ben documentata in fonti contemporanee risalenti all'era dei diritti civili; lo storico Kevin M. Kruse che scrive del conservatorismo moderno, definendo l'affermazione di Owens "una totale assurdità".
Nel giugno 2019, Owens ha affermato che gli afroamericani se la sono cavata meglio nei primi 100 anni dopo l'abolizione della schiavitù negli Stati Uniti rispetto a ad allora, e che la colpa era del socialismo. Nel giugno 2020, Owens ha affermato che George Soros ha pagato persone per protestare contro l'omicidio di George Floyd. Poco dopo, ha sostenuto che George Floyd "non era una brava persona... Il fatto che sia stato considerato un martire mi fa schifo". L'allora presidente Trump ha ritwittato le osservazioni di Owens su Floyd. In un video di Facebook che ha raccolto quasi 100 milioni di visualizzazioni, Owens ha definito Floyd un "orribile essere umano", citando la sua fedina penale, e ha definito i pregiudizi razziali tra la polizia una "narrativa falsa". Il 20 aprile 2021, Owens ha affermato che il processo a Derek Chauvin, l'ex agente di polizia condannato per l'omicidio di Floyd, era "giustizia di massa". Ha aggiunto: "Questo non è stato un processo equo. Nessuno può dire che sia stato un processo equo".
Il 3 ottobre 2022, durante la sfilata Adidas Yeezy SZN 9 a Parigi, Owens ha posato per una foto con Kanye West indossando una maglietta abbinata con lo slogan "WHITE LIVES MATTER". Durante la settimana della moda di Parigi, West ha avviato trattative con il marito di Owens, l'amministratore delegato del servizio di social networking Parler, per l'acquisto del sito web. Dopo che West ha pubblicato tweet antisemiti, Owens ha difeso West. I commenti di Owens furono fatti prima che West lodasse Adolf Hitler in un'intervista a InfoWars. Dopo l'intervista, "Parler" ha annunciato che West aveva annullato i suoi piani per acquistare il sito web. L'Organizzazione Sionista d'America ha condannato la difesa di West da parte di Owens, invitandola a "ritirare le sue dichiarazioni offensive e pericolose".

## Opere
- Blackout: How Black America Can Make Its Second Escape from the Democrat Plantation, New York, Threshold Editions, 2020 ISBN 978-1-9821-3327-6

## Filmografia
- The Greatest Lie Ever Sold (documentario, 2022)